# Ambrella
 (octobre 2019).
Si vous disposez d'ouvrages ou d'articles de référence ou si vous connaissez des sites web de qualité traitant du thème abordé ici, merci de compléter l'article en donnant les références utiles à sa vérifiabilité et en les liant à la section « Notes et références ».
Ambrella (株式会社アムブレラ, Kabushiki kaisha Amuburera) est un studio japonais de développement de jeux vidéo fondé en 1996.
L'entreprise fonctionne dans le cadre d'un accord d'édition avec Nintendo, elle est connue pour développer des jeux dérivés de la série de jeux vidéo Pokémon. Ambrella était autrefois une filiale de Marigul Management.
Ambrella est rachetée puis incorporée par Creatures en 2020.

## Jeux développés
| Année de sortie | Titre                | Plates-formes | Genre                                             |
| --------------- | -------------------- | ------------- | ------------------------------------------------- |
| 1998            | Hey You, Pikachu!    | Nintendo 64   | Simulation de vie                                 |
| 2003            | Pokémon Channel      | GameCube      | Aventure, animal de compagnie virtuel, simulation |
| 2004            | Pokémon Dash         | Nintendo DS   | Course                                            |
| 2008            | My Pokémon Ranch     | WiiWare       | Animal de compagnie virtuel                       |
| 2009            | Pokémon Rumble       | WiiWare       | Action-RPG, beat'em up                            |
| 2011            | Super Pokémon Rumble | Nintendo 3DS  | Action-RPG, beat'em up                            |
| 2013            | Pokémon Rumble U     | Wii U         | Action-RPG, beat'em up                            |
| 2015            | Pokémon Rumble World | Nintendo 3DS  | Action-RPG, beat'em up                            |
| 2019            | Pokémon Rumble Rush  | Android, iOS  | Action-RPG, beat'em up                            |